# Edwin H. Knopf
Edwin H. Knopf (New York, 11 november 1899 – Brentwood, 27 oktober 1981) was een Amerikaans scenarist, regisseur en filmproducent.

## Levensloop
Edwin H. Knopf begon zijn loopbaan als redacteur bij de uitgeverij van zijn oudere broer Afred A. Knopf. In 1920 gaf hij die functie op voor een acteercarrière op Broadway. Daar deed hij ook zijn eerste ervaring op als regisseur en producent. Eind jaren 20 verhuisde hij naar Hollywood, waar hij eerst als regisseur voor Paramount en als scenarist voor Universal werkzaam was. In 1936 stapte hij over naar MGM, waar hij vanaf 1941 als filmproducent fungeerde.
Tot zijn producties behoren onder meer de dramafilms The Valley of Decision (1941) onder regie van Tay Garnett en Edward, My Son (1949) onder regie van George Cukor. Bij de filmkomedie The Law and the Lady (1951) was hij zelf verantwoordelijk voor de regie. In 1961 trok hij zich terug uit de filmwereld.
Zijn eerste vrouw was de actrice Mary Ellis. Zij liet zich in 1925 van hem scheiden en hertrouwde met haar collega Basil Sydney. Met zijn tweede vrouw Mildred schreef hij het kookboek The Food of Italy and How to Prepare It (1964).
Knopf stierf in 1981 na een lange ziekte in zijn woning in Californië.

## Filmografie (selectie)

### Regie
- 1930: The Light of Western Stars
- 1930: Paramount on Parade
- 1930: The Border Legion
- 1930: The Santa Fe Trail
- 1930: Only Saps Work
- 1932: Der Rebell
- 1951: The Law and the Lady

### Scenario
- 1931: East of Borneo
- 1936: Piccadilly Jim
- 1936: Tarzan Escapes

### Productie
- 1942: Crossroads
- 1943: The Cross of Lorraine
- 1944: The Seventh Cross
- 1945: The Valley of Decision
- 1946: The Secret Heart
- 1947: Cynthia
- 1948: B.F.'s Daughter
- 1949: Edward, My Son
- 1949: Malaya
- 1951: Mr. Imperium
- 1951: The Law and the Lady
- 1953: Lili
- 1953: Scandal at Scourie
- 1955: The Glass Slipper
- 1955: The King's Thief
- 1956: Diane
- 1956: Gaby
- 1957: Tip on a Dead Jockey